# P.Y.T. (バンド)
P.Y.T.、ないし、PYTは、1998年に結成され、2002年に解散した、アメリカ合衆国フロリダ州出身のガール・グループ。

## 結成
P.Y.T.は、幼馴染だったタンパの4人のティーンエージャーたち、アシュレー・ニーヴン (Ashley Niven)、ローレン・メイヒュー、リディア・ベル (Lydia Bell)、トレイシー・ウィリアムズ (Tracy Williams) によって結成された。結成以前にも、彼女たちはタンパ・ベイのエンターテイメント・レビューに一緒に出演したことがあったが、これはブッシュ・ガーデンズを通したものだった。官女たちはグローリー (Glory) というバンドを結成し、雑誌『ティーン・ピープル (Teen People)』が主催したコンテストへの出場をめざした。彼女たちが録音したデモテープは、エピック・レコードのデイヴ・マクファーソン (Dave McPherson) のもとに渡り、コンテストへの出場権ではなく、レコード会社との契約を1999年にもたらした。バンドは、マイケル・ジャクソンの曲「P.Y.T.」にあやかって P.Y.T. と改名し、時にはこの P.Y.T. は、「Prove Yourself True」（「お前が本物だと証明してみせろ」といった意味の煽り）というスローガンだとも称した。メンバーのうち、トレイシー・ウィリアムズはアルトで低い旋律を、ローレン・メイヒューとアシュレー・ニーヴンがメゾソプラノでメロディを歌い、リディア・ベルはソプラノで高い音のハーモニーを付けた。アルバム『PYT (Down with Me)』の収録楽曲では、アシュレー・ニーヴンがリード・ボーカルをとった。

## 活動
P.Y.T. は、イン・シンク、ブリトニー・スピアーズ、デスティニーズ・チャイルド、ナインティーエイト・ディグリーズとツアーをおこない、2001年の第35回スーパーボウルではゲーム前のプレ・ゲーム・ショーに出演した。彼女たちの曲は、映画『Center Stage』や『デンジャラス・ビューティー (Miss Congeniality)』、テレビのソープオペラ『ガイディング・ライト (Guiding Light)』で使用された。活動開始から遅れて発表されたデビュー・アルバム『PYT (Down with Me)』は、2001年半ばに発売された。

## 解散
2002年はじめ、このバンドはレコード会社から契約を解除された。新たなレーベルを探すことも検討されたが、程なくして彼女たちは解散した。
グループで一緒だったローレン・メイヒューとリディア・ベルは、新たなグループとしてターニング・ポイント (Turning Point) を結成した。しかし、新たなメンバーを加えたものの、グループは崩壊した。メイヒューは女優への転身を決意し、『Access Hollywood』のティーンエージャー版としてThe N で放送された『Real Access』の司会者となった。以降は、『Joan of Arcadia』や『American Dreams』などのテレビ・ドラマにゲストとして出演した。メイヒューは映画でも、ヒラリー・ダフが主演した『Raise Your Voice』のロビン (Robin) 役や、『アメリカン・パイ in バンド合宿 (American Pie Presents: Band Camp)』のアリアナ (Arianna) 役などを演じた。彼女はまたプロレス団体WWEのECWブランドでの興行においてリング・アナウンサーを務めたこともあった。トレイシー・ウィリアムズは、女性ばかりのバンド UC3 を結成し、合衆国内各地で演奏し、また海外の米軍施設でも公演した。

## ディスコグラフィ
シングル
- Something More Beautiful - 1999年
- PYT (Down With Me) - 2000年
- Same Ol' Same Ol' (remix) feat. Sarai - 2001年

アルバム
- PYT (Down with Me) - 2001年6月19日

「Same Ol' Same Ol'」は、ビデオ・ゲーム『Project Gotham Racing』に使用されている。